# Александър Волков (тенисист)
Александър Влади́мирович Волков (на руски: Алекса́ндр Влади́мирович Во́лков) е руски тенисист. 

## Биография
Александър Волков е роден на 3 март 1967 г. в Калининград, Русия.
Умира на 19 октомври 2019 г. в Калининград на 52-годишна възраст.

## Кариера
Александър Волков има най-високо класиране на сингъл, като номер 14 в света през 1994 г.
Най-доброто му представяне на сингъл в турнири от Големия шлем е достигането до полуфинале на Откритото първенство на САЩ през 1993 г., като побеждава Джонатан Старк, Кевин Улиет, Амос Мансдорф, Чък Адамс и Томас Мустер, преди да загуби от Пийт Сампрас.
Александър Волков е част от руския отбор за Купа Дейвис, който достига финала през 1994 г. Той печели сингъл над Патрик Рафтър в първия кръг и Михаел Щих на полуфиналите. Той губи и двата мача на сингъл на финала, като Русия е победена от Швеция с 4–1.
Волков се оттегля от професионалния тур през 1998 г. 
Той е треньор на Марат Сафин, преди да се разделят през юли 2007 г.

## Кариерна статистика

### ATP финали (3 титли; 11 финала)
|        | П–З | Година | Турнир                | Клас           | Настилка   | Опонент           | Резултат            |
| ------ | --- | ------ | --------------------- | -------------- | ---------- | ----------------- | ------------------- |
| Загуба | 0–1 | 1989   | Милан Индор           | Гран При       | Килим (з)  | Борис Бекер       | 1–6, 2–6            |
| Загуба | 0–2 | 1990   | Росмален Чемпиъншипс  | Световни серии | Трева      | Амос Мансдорф     | 3–6, 6–7            |
| Загуба | 0–3 | 1990   | Европа Индор          | Световни серии | Килим (з)  | Роналд Аженор     | 6–4, 4–6, 6–7(8–10) |
| Победа | 1–3 | 1991   | Милан Индор           | Световни серии | Килим (з)  | Кристиано Карати  | 6–1, 7–5            |
| Загуба | 1–4 | 1991   | BP шампионат          | Световни серии | Твърда     | Джеф Таранго      | 1–6, 0–6, 3–6       |
| Загуба | 1–5 | 1992   | Ротердам Оупън        | Световни серии | Килим (з)  | Борис Бекер       | 6–7(9–11), 6–4, 2–6 |
| Загуба | 1–6 | 1992   | Южна Африка Оупън     | Гран При       | Твърда (з) | Аарон Крикстейн   | 4–6, 4–6            |
| Победа | 2–6 | 1993   | Окланд Оупън          | Световни серии | Твърда     | Маливай Уошингтън | 7–6(7–2), 6–4       |
| Загуба | 2–7 | 1994   | Аделаида Интернешънъл | Световни серии | Твърда     | Евгени Кафелников | 4–6, 3–6            |
| Победа | 3–7 | 1994   | Купа на Кремъл        | Световни серии | Килим (з)  | Чък Адамс         | 6–2, 6–4            |
| Загуба | 3–8 | 1997   | Шанхай Мастърс        | Световни серии | Килим (з)  | Ян Крошлак        | 2–6, 6–7(2–7)       |